# Jatiya Sangsad Bhaban
Jatiya Sangsad Bhaban (bengali: জাতীয় সংসদ ভবন), National Parliament House, är huvudsäte för parlamentet i Bangladesh. Byggnaden, som ritades av den amerikanska arkitekten Louis Kahn medan landet fortfarande var en del av Pakistan, ligger i huvudstaden Dhaka. Med en yta på 810 000 m² är det en av världens största lagstiftande församlingsbyggnader.

## Historia
Parlamentsbyggnaden byggdes på initiativ av president Mohammad Ayub Khan och från den västpakistanska huvudstaden Islamabad. Bygget var ett sätt att blidka bengalerna i Östpakistan, genom att skapa en "andra huvudstad" i landet. Myndigheterna anlitade den bengaliska arkitekten och aktivisten Muzharul Islam, som först föreslog Alvar Aalto och Le Corbusier som arkitekter; båda var dock upptagna på annat håll. Muzharul Islam anlitade slutligen Louis Khan som hade varit hans lärare på Yale University. 
Byggnationen började i oktober 1964, men avbröts under Bangladeshs befrielsekrig 1971 och återstartades tre år senare av landets president. Det slutfördes först åtta år senare och invigdes den 28 januari 1982.
När Kahn avled 1974 var tre fjärdedelar av komplexet färdigt, och arbetet färdigställdes av en av hans medarbetare, David Wisdom. År 1989 belönades Jatiya Sangsad Bhaban med "the Aga Khan Award for Architecture".

## Utförande
Kahn ritade hela komplexet, med omgivande park och en konstgjord sjö samt bostäder för parlamentsledamöterna. Huvudbyggnaden är uppdelad i tre delar:
- Main Plaza – parlamentets sammanträdessal, bibliotek och festlokaler
- South Plaza – huvudingång, underhållsfunktioner och garage
- Presidential Plaza – informella möteslokaler för parlamentsmedlemmarna

Parlamentets sammanträdessal har 354 sittplatser samt platser på podiet och i de två V.I.P.-gallerierna. Takhöjden är 35 meter, och taket täcks av en parabolformad kupol som leder dagsljus in i salen. Belysningen består av enskilda ljuspunkter som hänger ner från ett metallnät i taket och har utformats så ljuskronan inte skymmer det naturliga ljuset.
Den ursprungliga planen omfattade också bostäder för parlamentets talman och vice talman. Dessa har dock ännu inte byggts.
Parlamentsområdet är tillgängligt för allmänheten, men huvudbyggnaden är endast öppen för parlamentsmedlemmar och anställda.

### Bilder

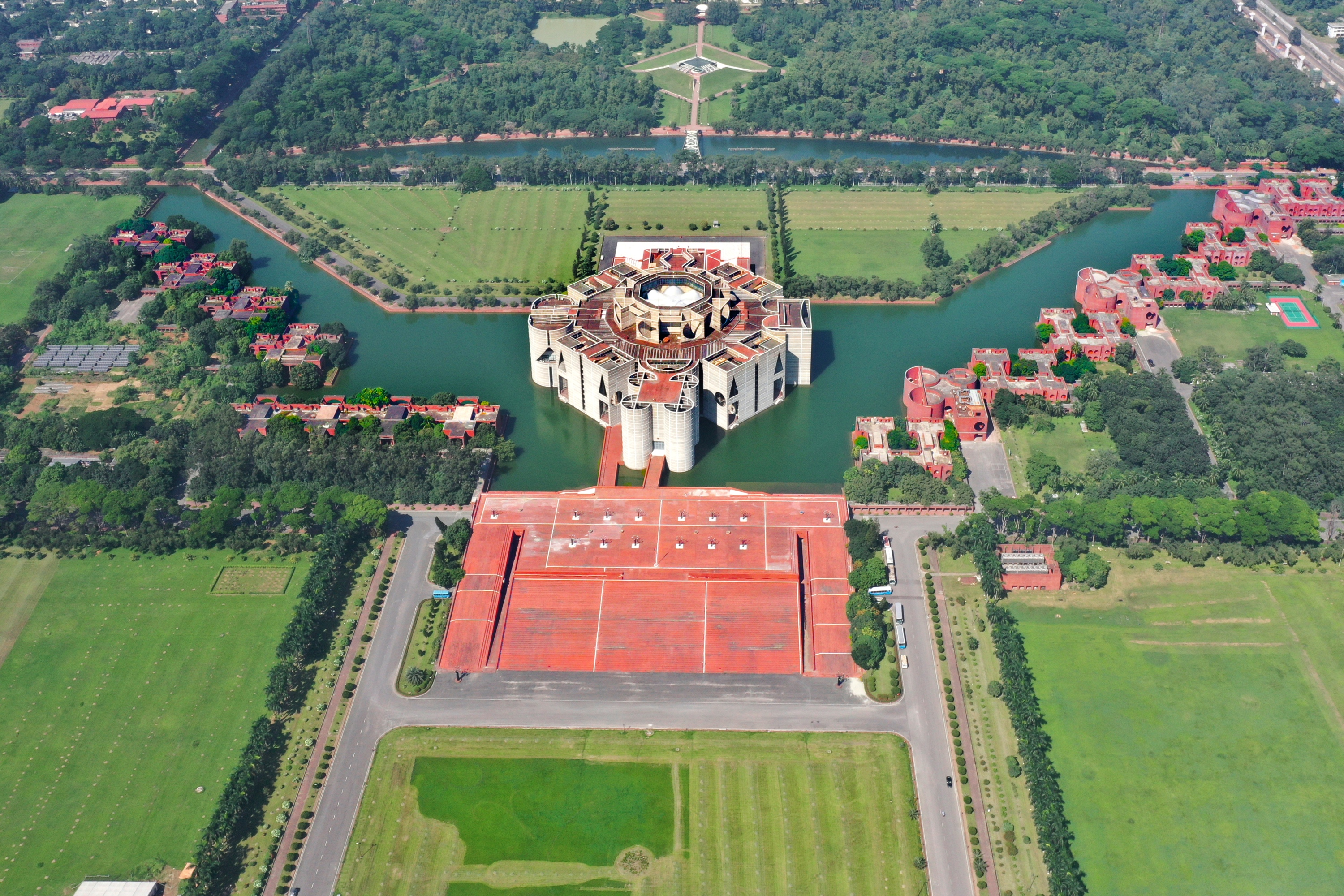
Flygbild över Jatiya Sangsad Bhaban.
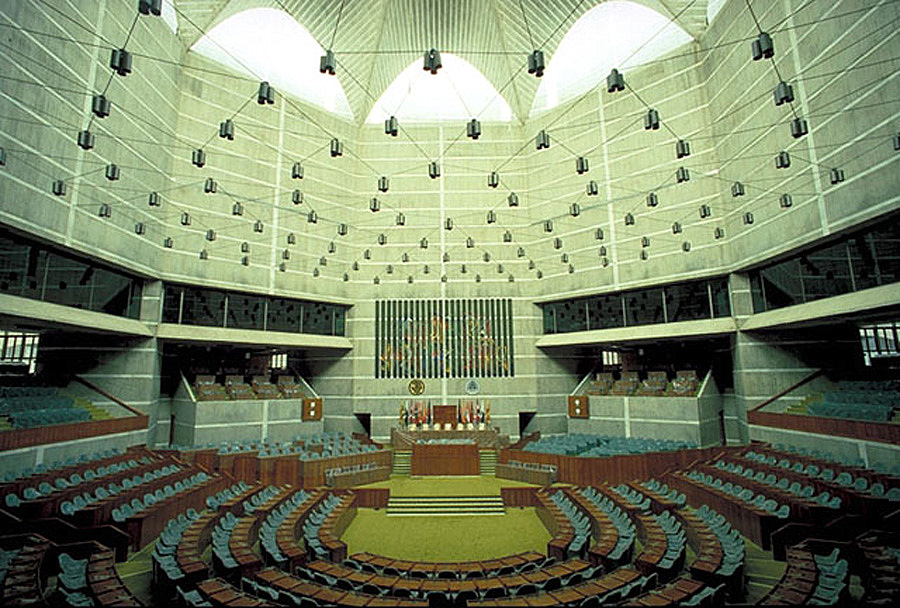
Sammanträdessalen.
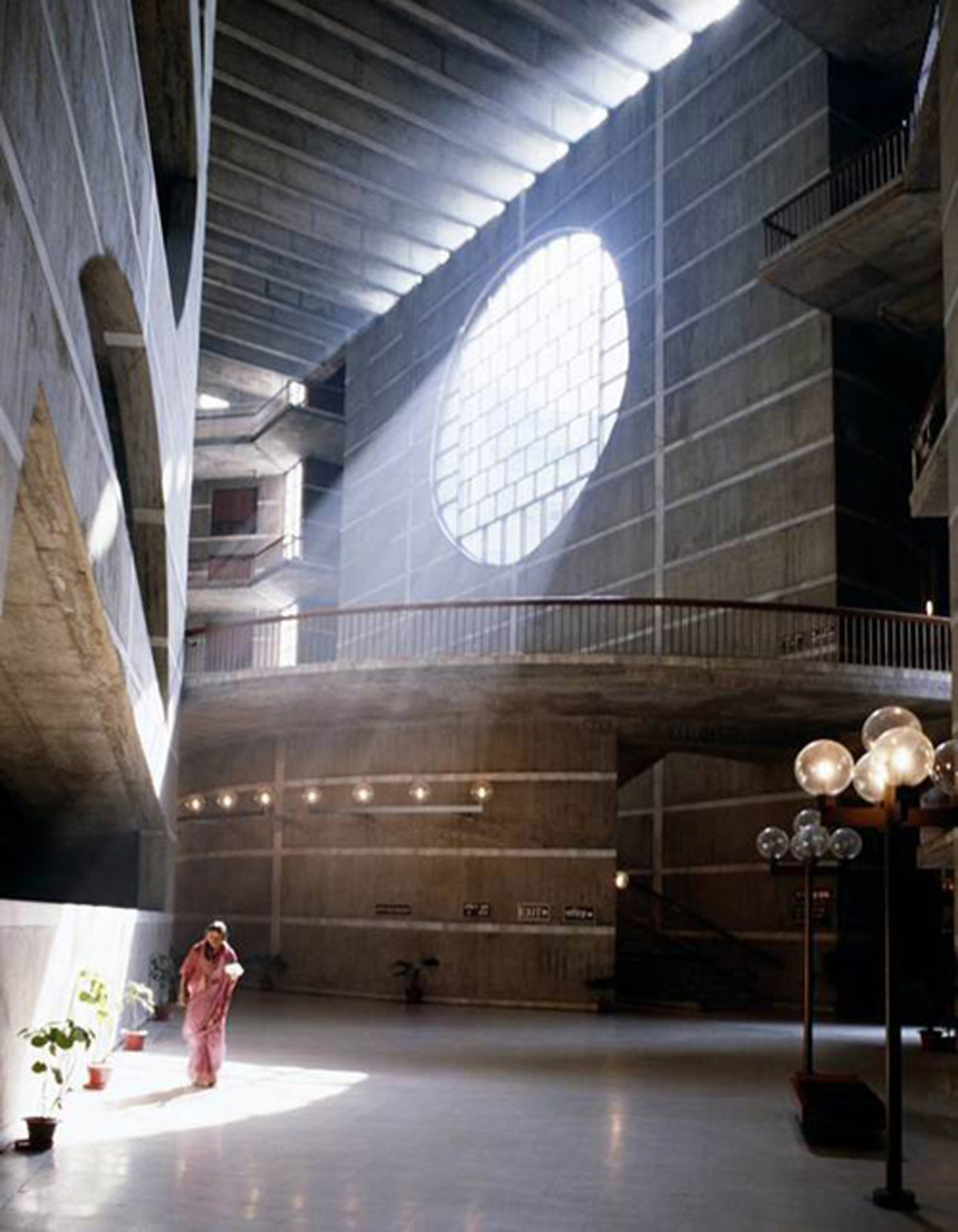
Interiör.